# 佩恩考特維爾 (路易斯安那州)
佩恩考特維爾（英語：Paincourtville）是位於美國路易斯安那州阿桑普申堂區的一個普查規定居民點。

## 人口
根據2020年美國人口普查的數據，佩恩考特維爾的面積為4.50平方千米，當中陸地面積為4.50平方千米，而水域面積為0.00平方千米。當地共有人口857人，而人口密度為每平方千米190.44人。